# Paul Guermonprez
Pour les articles homonymes, voir Guermonprez.
Paul Guermonprez (né à Gand le 28 décembre 1908 et mort à Overveen le 10 juin 1944) est un photographe belgo-néerlandais dont les photos marquent la transition vers le reportage documentaire à caractère social. Actif dans la résistance néerlandaise pendant la Seconde Guerre mondiale, il est arrêté et fusillé par les allemands à 35 ans.  

## Biographie
Paul Gustave Sidonie Guermonprez est né à Gand le 28 décembre 1908. Avec son frère Oscar, il passe son enfance à Bruxelles, où le père, George Charles Guermonprez, travaille comme ingénieur civil à la commune.   
Pendant la Première Guerre mondiale, George Charles Guermonprez est soldat dans l'armée belge. La famille se réfugie aux Pays-Bas en 1917. De 1920 à 1924, le père Guermonprez est directeur de Gemeentewerken à Helmond. La famille s'installe ensuite à Sliedrecht.  
Juste avant de partir en Indonésie, en 1931, il épouse Arda Hessefelt. Le mariage se termine rapidement par un divorce. Il se remarie en 1939 à l'artiste textile Trude Jalowetz (1910-1977).  

## La photo
Après des études interrompues au Département de chimie et de technologie du MTS de Dordrecht, Paul Guermonprez termine une formation à la Suikerschool (École du sucre) à Amsterdam en 1930. En 1931, il se rend dans les Indes néerlandaises pour travailler dans une plantation de sucre. 
En chemin, il photographie les villes portuaires et la vie sur le bateau. Sur place, il fait une série de photos de la vie quotidienne et de la culture du peuple indonésien. Il alterne un style documentaire avec des compositions d'images typiques de la Nouvelle Photographie. L'une des photos, qui montre un Indonésien dans une posture d'attente, est publiée en 1933 dans le magazine de cinéma d'avant-garde Filmliga.
Il est limogé le 26 janvier 1932, en partie pour des raisons économiques et en partie parce qu'il s'oppose aux relations inégales entre les colons hollandais et les indonésiens. 
Lors du voyage de retour, il écrit à ses parents qu'il envisage d'exercer les métiers de cinéaste, photographe ou éditeur / imprimeur. Il considère la «publicité par photomontage et (ou) typographie» comme un possible soutien de famille dans les années de crise. 
Il a hérité son goût pour la photographie de son père qui était un photographe amateur. Encore enfant, il a construit son premier appareil, installé une chambre noire chez lui et photographié les personnes de sa famille.  
En 1932, il va étudier la photographie et l'architecture au Bauhaus de Berlin, jusqu'à la fermeture de l'école par les nazis en 1933. Il y est l'élève de Walter Peterhans.  
De retour aux Pays-Bas, il travaille de la fin 1934 à la fin 1938 comme professeur de photographie à la Nieuwe Kunstschool à Amsterdam. Fondée en 1933 par Paul Citroën et Charles Roelofsz , cette école est inspirée des principes du Bauhaus.
De septembre 1935 à 1942, il enseigne aussi dans le département de dessin publicitaire de l'Académie royale des beaux-arts de La Haye. Parmi ses élèves, se trouvent Aat Breur-Hibma, Violette Cornelius, Henk van der Horst et Kryn Taconis. 
En 1937, il voyage en Yougoslavie et prend des photos de voyage. 

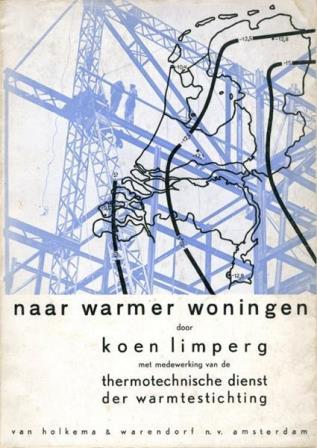
Couverture de To warmer homes (1936). Conception Guermonprez
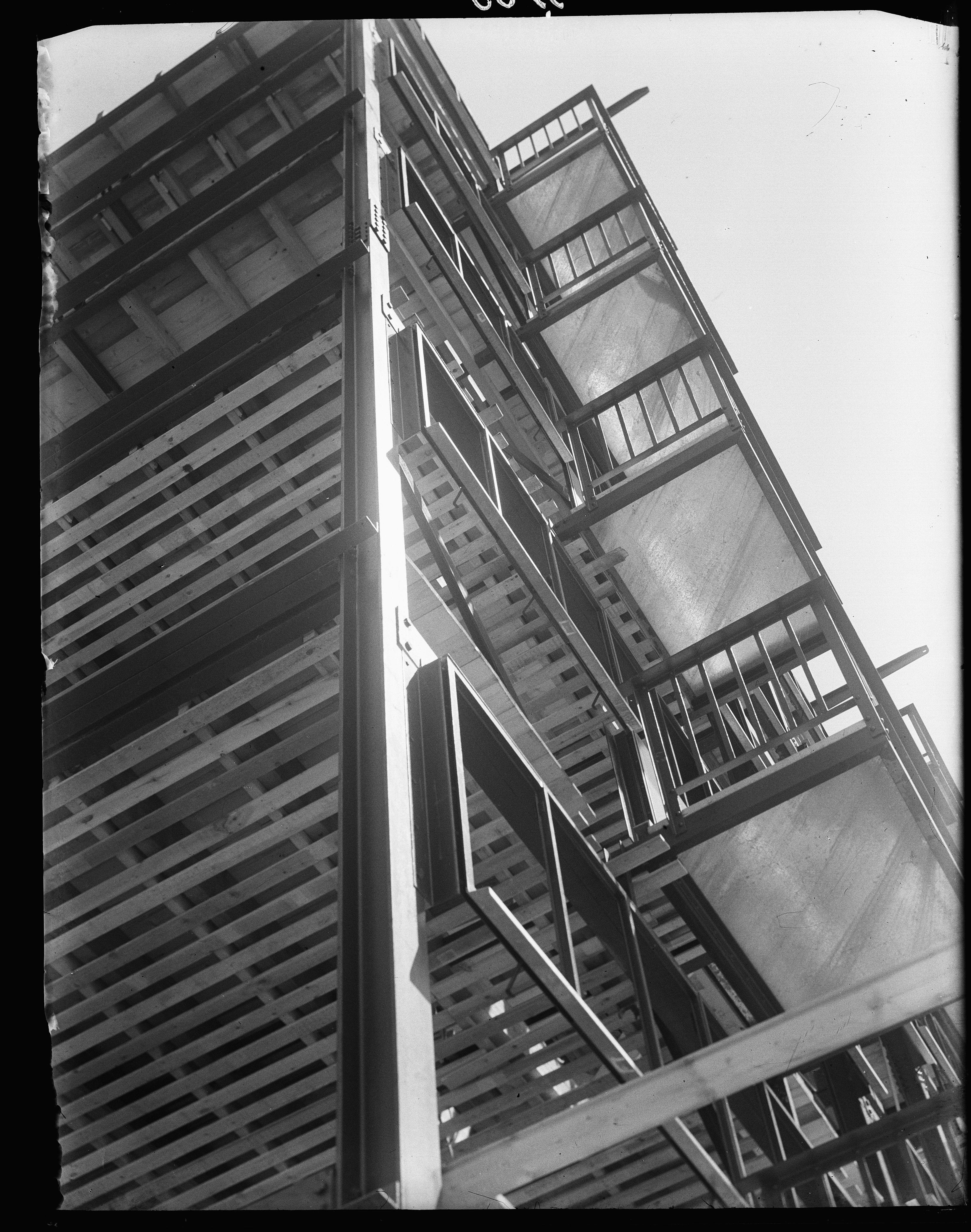
Zomerdijkstraat Amsterdam. Photo: Paul Guermonprez
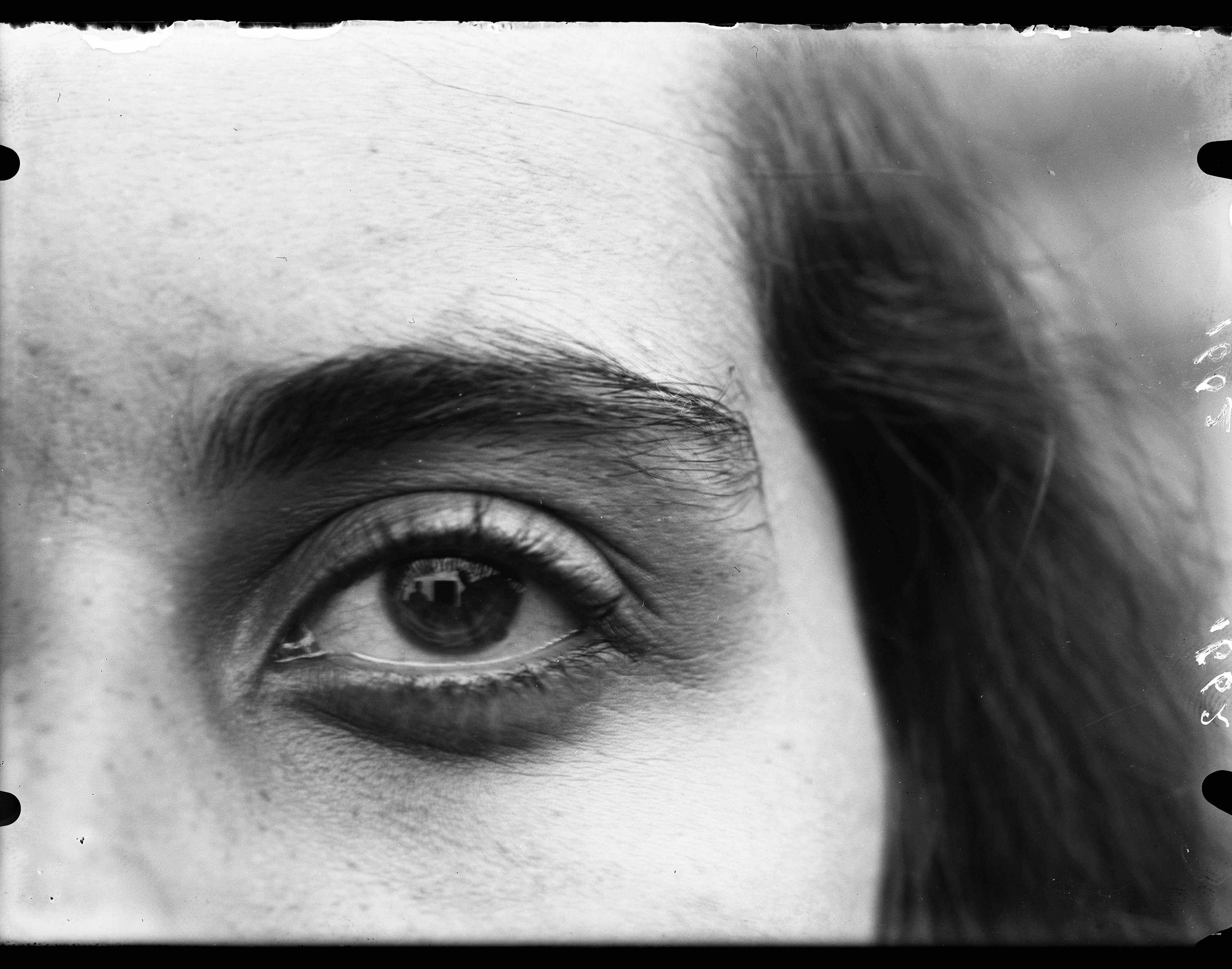
Œil de femme
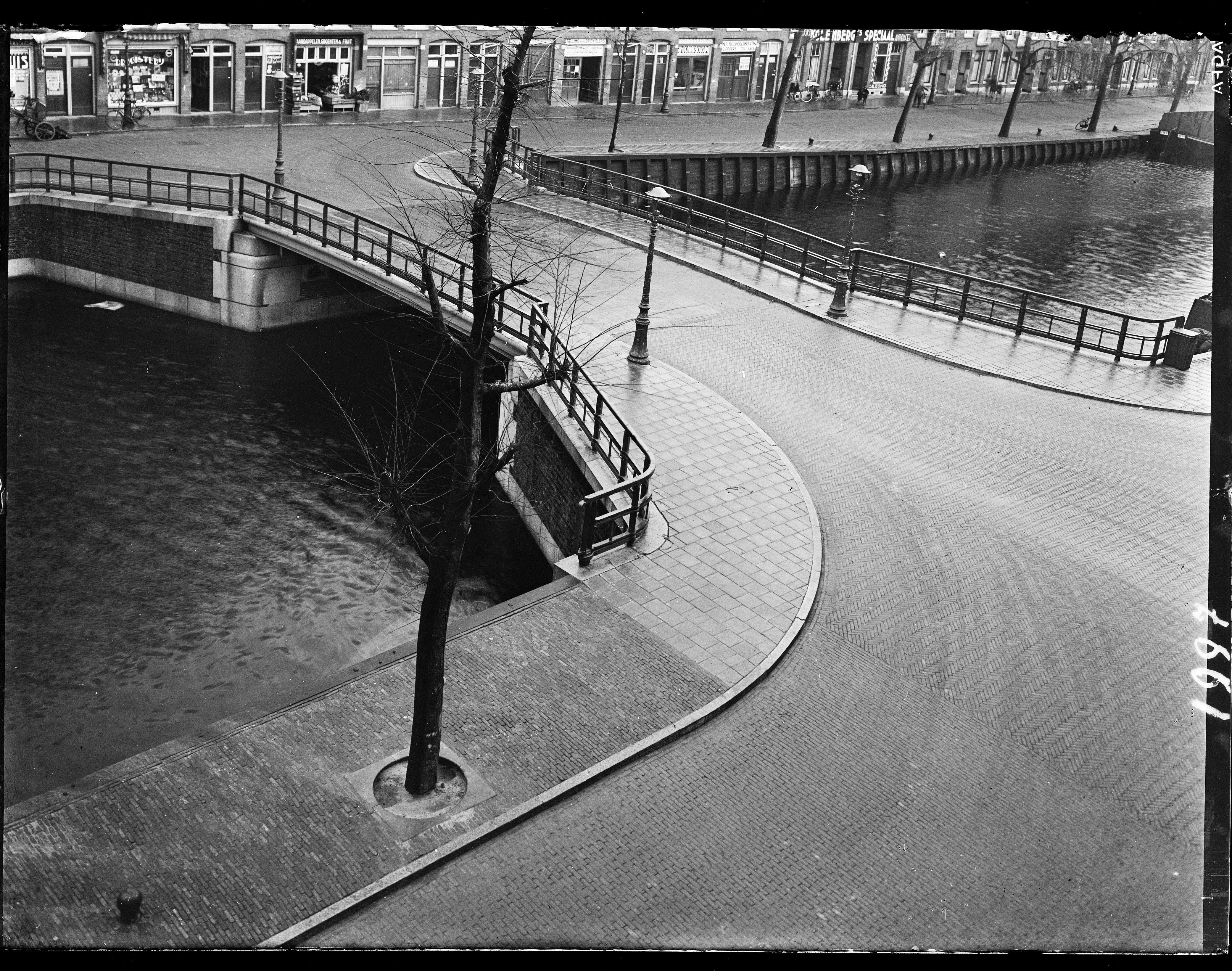
Pieter Langendijkstraat, Amsterdam

### L'agence Co-op
En avril 1934, Paul Guermonprez et Hajo Rose, également ancien étudiant du Bauhaus, lancent l'agence de publicité et de photo Co-op 2, à laquelle collaborent, entre autres, Violette Cornelius, Paul Hartland, Kryn Taconis et Otto Treumann. Co-op est un terreau fertile pour ces jeunes talents, plusieurs d'entre eux auront une notoriété comme photographes ou graphistes après la guerre,.   
Paul Guermoprez prône une publicité objective et honnête par le biais de photographies, qui, à son avis, ont plus de pouvoir de persuasion que la parole et l'écrit. Avec ses collaborateurs, il crée des campagnes publicitaires pour Duyvis Mayonaise et pour REA Radio Electro Automata. Il a également conçu un montage photo pour le Veemarkt à Rotterdam.   
Co-op crée également des jeux pour enfants et des livres illustrés signés du nom Benjamin Cooper tels que Adam's vijfde rib (la cinquième côte d'Adam), Eva's jongste dochter (la plus jeune fille d'Eve) et Eva's jongste dochter en 7 x 7 Vredesstemmen aller tijden - aller volken. Ces livres sont basés sur la typographie. Plus d'une centaine de modèles de reliures, de couvertures de livres, de pliages et de publicités sont connus de cette agence.  

### Style artistique
L'œuvre photographique de Paul Guermonprez est limitée, en raison de sa fin brutale, à 35 ans, devant un peloton d'exécution. Elle révèle toutefois un photographe de talent. Son travail s'inscrit dans la transition de l'esthétique de la nouvelle photographie des années 1920 au reportage photo à caractère social ou humain dans les années 1930. Il montre aussi une orientation technico-commerciale, bien dans l'esprit du Bauhaus. Certaines photos de Paul Guermonprez sont assez surréalistes, faisant montre d'un humour cynique qui témoigne sans doute de son amertume et de sa déception face à la société humaine.

## La résistance
Paul Guermonprez est mobilisé de 1939 à 1940. Durant cette période, il écrit un livret humoristique Praatjes en plaatjes van de soldaatjes (bavardages et photos des soldats), avec des illustrations de Wim van Overbeek. 
En janvier 1941, il est emprisonné par les Allemands pendant trois semaines à la prison de Scheveningen en janvier 1941 pour son activité au sein de l'Union néerlandaise. 
En 1942, les Allemands créent la Chambre de la culture à laquelle tous les artistes devaient adhérer s'ils voulaient continuer à exercer leur profession. En signe de protestation, Paul Guermonprez ferme son agence.  

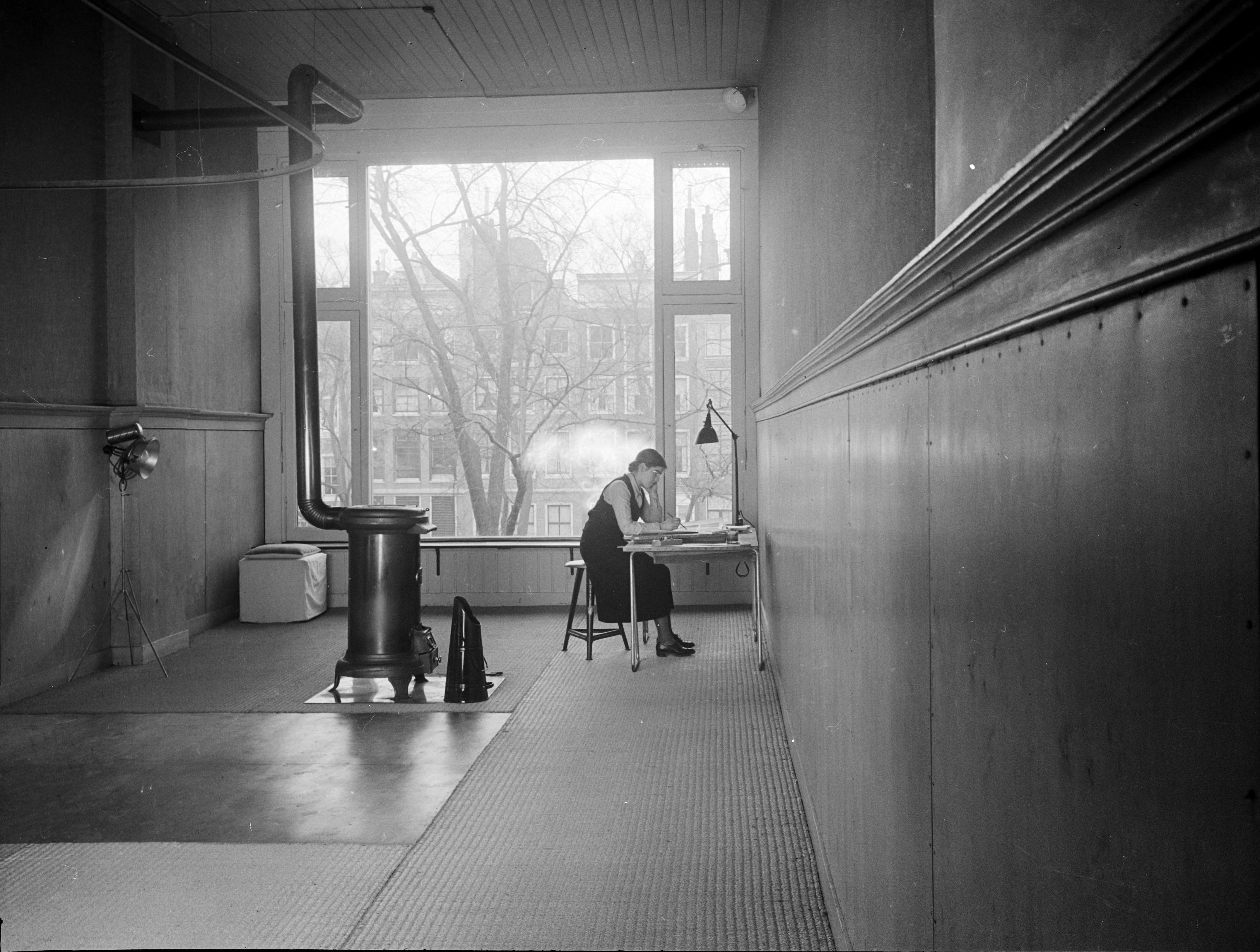
Bureau de la coopérative sur le Keizersgracht. A table Trude Guermonprez-Jalowetz (1937)

Du 4 mai 1942 au 30 juillet 1943, Paul Guermonprez est interné comme otage au petit séminaire Beekvliet à Sint-Michielsgestel. Durant sa détention, il travaille sur un manuel de technique photographique et prend des photos de codétenus et des conditions de vie dans le camp. Il est libéré mais doit se présenter à Amersfoort pour être incorporé. Il entre alors en clandestinité et rejoint la résistance. 
Il collabore à Brandaris, un pamphlet interdit appelant les artistes à s'opposer au national-socialisme et à la Chambre de la culture. Il a également des contacts avec le Persoonsbewijzencentrale, une organisation qui falsifie des pièces d'identité et des papiers officiels. 
Avec J. Thijssen, Gerrit van der Veen et Gerben Wagenaar, entre autres, il fait partie de la direction du Conseil de la Résistance ((RvV, une organisation parapluie de groupes de résistance) à partir de la fin de l'été 1943 et entretient des contacts avec des groupes de résistance à Twente, au Brabant septentrional et dans le Limbourg. En Hollande-Septentrionale et en Hollande-Méridionale, Paul Guermonprez participe à plusieurs raids (comme au bureau de distribution Borgerstraat à Amsterdam ) et actions de sabotage (comme dans une usine pyrotechnique à Leyde et l'usine d'électro-acide et d'hydrogène sur le Distelweg d'Amsterdam. Après sa libération conditionnelle, Paul Guermonprez et sa femme juive, Trude Jalowetz, se cachent avec l'aide de la résistance néerlandaise. Maria Helena Friedlande-Bruhn, l'épouse de Henri Friedlaender, notamment, les cache dans le grenier de sa maison à Wassenaar, en Hollande-Méridionale.
Fin mars 1944, la Sicherheitspolizei (Sipo) identifie plusieurs résistants. Paul Guermonprez est arrêté le 4 avril 1944 à Amsterdam et enfermé dans la maison de détention de Weteringschans.  Avec six autres résistants, dont l'imprimeur Frans Duwaer et le sculpteur français Gerrit van der Veen, il est condamné à mort par un tribunal de police le 10 juin 1944. Ils seront fusillés le jour même et enterrés dans les dunes d'Overveen (municipalité de Bloemendaal, près de Haarlem).
En 1945, Paul Guermonprez est ré-inhumé au cimetière d'honneur de Bloemendaal, construit pour donner une sépulture aux centaines de personnes enterrées dans les dunes par les allemands. Le 9 mai 1946, il reçoit, à titre posthume, la Verzetskruis (Croix de la Résistance) 1940-1945 par décret royal.

## Archives de photos

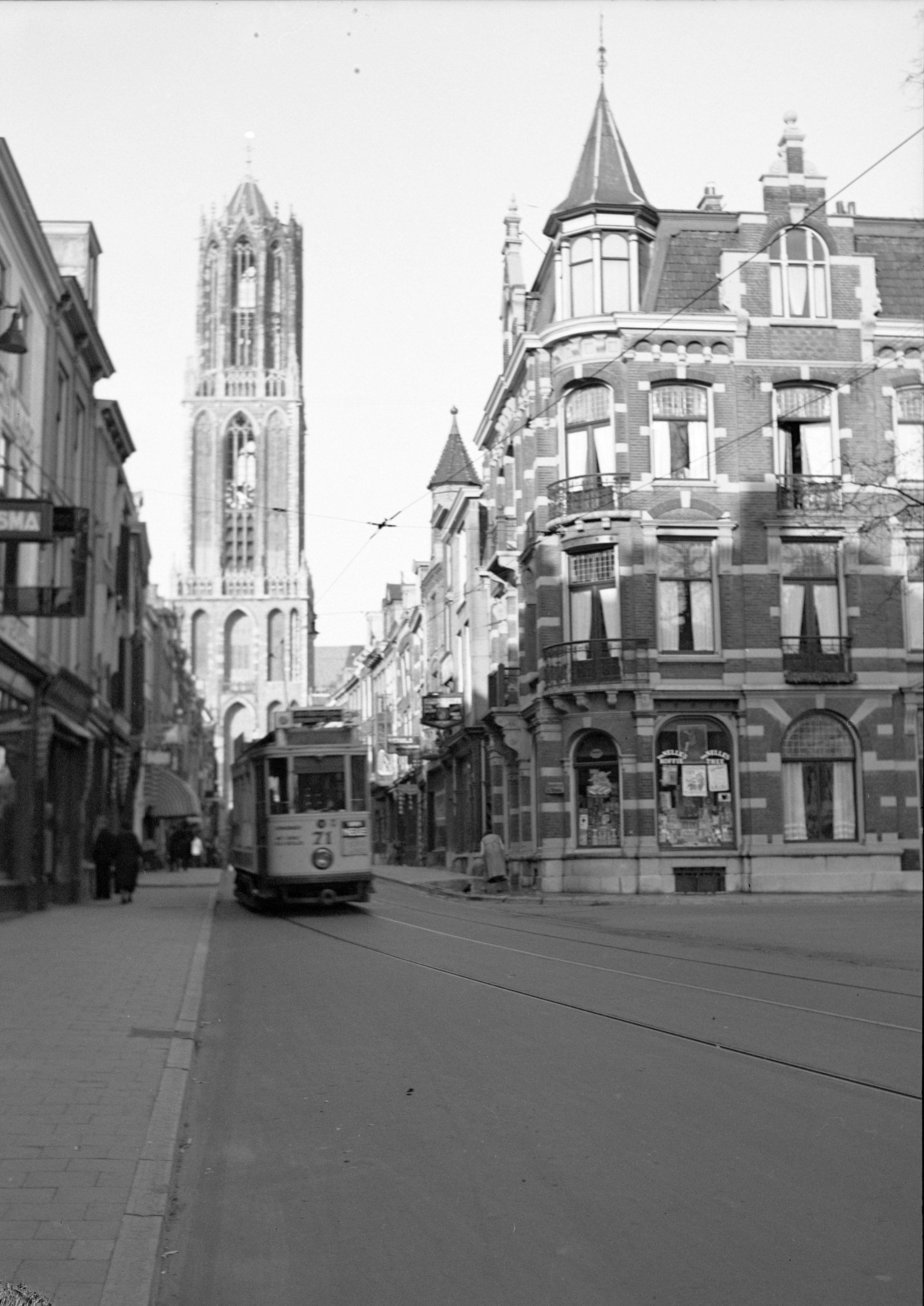
Domtoren Utrecht, tram Zadelstraat (photo Paul Guermonprez)

Les archives photos de Paul Guermonprez, que l'on croyait perdues, ont été retrouvées par hasard dans un ancien squat De Grote Wetering. Elles contiennent plus de 300 négatifs et diapositives couleur de la période 1934-1937. En plus des vues de la ville, elles comprennent plusieurs reportages sur la construction du City Theatre (architectes Jan Wils et O. Rosendahl), des ateliers-logements de la Zomerdijkstraat (architecte P. Zanstra en collaboration avec JHL Giesen et KL Sijmons) et de l' Apollohal et l'Apollo-pavillon, de Jan Duikers. 
Ces archives photos se trouvent maintenant aux archives de la ville d' Amsterdam.